# Karl Winterhalter
Karl Winterhalter (* 24. November 1911 in Kollmarsreute; † 16. Januar 2012 in Meckenbeuren) war ein deutscher Unternehmer und Ingenieur. Er gründete 1947 das Unternehmen Winterhalter Gastronom.

## Leben
Winterhalter wurde in Kollmarsreute geboren und wuchs in Endingen am Kaiserstuhl auf. Er besuchte die Uhrmacherschule in Furtwangen im Schwarzwald und besuchte danach das Staatstechnikum Karlsruhe, wo er Elektrotechnik studierte und 1935 als Ingenieur abschloss. Nach dem Studium begann er beim Flugzeugbauer Dornier in Friedrichshafen zu arbeiten. Durch seine Tätigkeit bei dem Flugzeug-Unternehmen war Winterhalter sowohl vom Wehrdienst und später auch vom Kriegsdienst befreit.
Nach Kriegsende arbeitete er zunächst als Elektriker, bevor er später als Techniker für die französische Besatzung Arbeit fand. Im Jahr 1947 gründete er das Unternehmen „Karl Winterhalter Ing. Haushaltsgegenstände und Elektrogeräte“ in Friedrichshafen. Mit bescheidenen Mitteln konstruierte er, aus Mangel an Rohstoffen, aus Schrott und Abfall Haushaltsgeräte wie Bügeleisen oder Heizöfen. Bergauf ging es 1948 nach der Währungsreform, als sich wieder ein Markt für Rohstoffe und Produkte entwickeln konnte. Der erste Erfolg kam mit einer tragbaren, elektrisch beheizbaren Backröhre, der sogenannten Backhexe, die 1949 auf der ersten IBO in Friedrichshafen gezeigt wurde. Für die Gastronomie wurde er erstmals mit einer eigens entwickelten Fritteuse tätig. In den 1950er Jahren entwickelte er mit dem GS 60 einen Geschirrspüler, was zum bis dahin erfolgreichsten Projekt des Unternehmens wurde. Als die Serienproduktion aufgenommen werden konnte, stellte sich das Firmengelände als zu klein heraus und es erfolgte ein Umzug nach Meckenbeuren. Wegen der Nähe zu anderen großen Unternehmen in Meckenbeuren und der dadurch verursachten Schwierigkeit, genügend Facharbeiter zu finden, wurde 1965 in Endingen ein weiteres Werk errichtet. Nach seinem Rückzug aus dem Geschäft übernahmen sein Sohn und mittlerweile auch der Enkel, Jürgen und Ralph Winterhalter, die Leitung des Unternehmens. Für seine Verdienste wurde Winterhalter 1981 mit dem Bundesverdienstkreuz ausgezeichnet.